# Mutua Madrid Open 2019
Mutua Madrid Open 2019 — 30-й розыгрыш ежегодного профессионального теннисного турнира среди мужчин и женщин, проводящегося в испанском городе Мадрид (18-й раз) и являющегося частью тура ATP в рамках серии Мастерс 1000 и тура WTA в рамках серии Premier Mandatory.
В 2019 году турнир прошёл с 3 по 12 мая. Соревнование продолжало околоевропейскую серию грунтовых турниров, подготовительную к майскому Открытому чемпионату Франции.
Прошлогодние победители:
- в мужском одиночном разряде —  Александр Зверев
- в женском одиночном разряде —  Петра Квитова
- в мужском парном разряде —  Никола Мектич и  Александр Пейя
- в женском парном разряде —  Елена Веснина и  Екатерина Макарова

## Общая информация
Мужской одиночный турнир собрал восемь представителей топ-10 мирового рейтинга: из первой десятки отсутствовали только Кевин Андерсон и Джон Изнер. Первым номером посева стал лидер классификации и двукратный победитель турнира Новак Джокович. Сербский теннисист подтвердил статус фаворита и смог в третий раз выиграть местный турнир (до этого в 2011 и 2016 годах). В финале он переиграл № 8 посева Стефаноса Циципаса. Грек для попадания в титульный матч в обыграл другого фаворита и прошлогоднего чемпиона Рафаэля Надаля, имевшего второй номер посева. В основных соревнованиях приняли участие два представителя России и только Карен Хачанов смог пройти в стадию второго раунда.
В мужском парном разряде первым номером посева должен был стать французский дуэт Николя Маю и Пьер-Юг Эрбер, однако они вынуждены были сняться незадолго до начало турнира. Вторым номером посева были Лукаш Кубот и Марсело Мело, которые смогли дойти только до четвертьфинала. Прошлогодние чемпионы Никола Мектич и Александр Пейя не защищали свой титул, однако Мектич принял участие в турнире в паре с Франко Шкугором в качестве пятого номера посева и выбыл на стадии второго раунда. В целом до полуфинала не смогла дойти ни одна сеянная пара. Титул достался паре Жан-Жюльен Ройер и Хория Текэу, которые в финале они обыграли дуэт Доминик Тим и Диего Шварцман. Их пара уже второй раз смогла выиграть титул на турнире в Мадриде (до этого в 2016 году).
Женский одиночный турнир собрал всех теннисисток из топ-10 в мирового рейтинга. Возглавила посев лидер мировой классификации Наоми Осака. Представительница Японии доиграла до четвертьфинала, где проиграла Белинда Бенчич. Вторым номера посева выступила № 2 в мире и прошлогодняя чемпионка Петра Квитова, однако она тоже остановилась в четвертьфинале, проиграв Кики Бертенс. Третьим номером посева стала двукратная победительница турнира в Мадриде Симона Халеп. Румынская теннисистка сумела в четвёртый раз сыграть в финале, однако выиграть титул на этот раз ей не удалось. Победу в турнире одержала Кики Бертенс, имевшая изначально седьмой номер посева. ОНа стала первой представительницей Нидерландов, кому удалось выиграть местный турнир в женском одиночном розыгрыше, а с учётом мужчин, представитель Нидерландов победил в одиночном разряде впервые с 1998 года, когда турнир проходил ещё не в Мадриде. В основном турнире приняли участие пять представительниц России, однако только Светлана Кузнецова смогла выиграть стартовый матч и выйти во второй раунд.
В женском парном разряде первыми номера посева стали Барбора Крейчикова и Катерина Синякова. Чешский дуэт доиграл до четвертьфинала, где они проиграли шестым номерам посева Габриэле Дабровски и Сюй Ифань. После того как удалось выбить главных фаворитов Дабровски и Сюй смогли выйти в финал, однако в борьбе за титул они проиграли пятым номерам посева Се Шувэй и Барборе Стрыцовой. Прошлогодние чемпионки Елена Веснина и Екатерина Макарова не защищали свой титул.

## Соревнования

### Мужчины. Одиночный турнир
Новак Джокович обыграл  Стефаноса Циципаса со счётом 6-3, 6-4.
- Джокович выиграл 2-й одиночный титул в сезоне и 74-й за карьеру в основном туре ассоциации.
- Циципас сыграл 4-й одиночный финал в сезоне и 7-й за карьеру в основном туре ассоциации.

### Женщины. Одиночный турнир
Кики Бертенс обыграла  Симону Халеп со счётом 6-4, 6-4.
- Бертенс выиграла 2-й одиночный титул в сезоне и 9-й за карьеру в туре ассоциации.
- Халеп сыграла 2-й одиночный финал в сезоне и 35-й за карьеру в туре ассоциации.

### Мужчины. Парный турнир
Жан-Жюльен Ройер /  Хория Текэу обыграли  Доминика Тима /  Диего Шварцмана со счётом 6-2, 6-3.
- Ройер выиграл 1-й парный титул в сезоне и 28-й за карьеру в основном туре ассоциации.
- Текэу выиграл 1-й парный титул в сезоне и 36-й за карьеру в основном туре ассоциации.

### Женщины. Парный турнир
Се Шувэй /  Барбора Стрыцова обыграли  Габриэлу Дабровски /  Сюй Ифань со счётом 6-3, 6-1.
- Се выиграла 2-й парный титул в сезоне и 22-й за карьеру в туре ассоциации.
- Стрыцова выиграла 2-й парный титул в сезоне и 25-й за карьеру в туре ассоциации.